# Стефан Бериславич
Стефан Бериславич (серб. Стефан Бериславић) — титулярний деспот Сербії в 1520—1535 роках.

## Життєпис
Стефан Бериславич походив зі шляхетного роду Бериславичів. Він був старшим сином Іваніша Бериславича, титулярного деспота Сербії (1504—1514). Матір'ю Стефана була Єлена Якшич — вдова деспота Йована Бранковича (пом. 1502), видана угорським королем Владиславом II заміж за Іваніша Бериславича.
На момент смерті батька, у 1514 році, Стефану було приблизно дев'ять років, через що успадкований титул деспота Сербії був наданий йому королем Людовиком II тільки в 1520 році. Після завоювання османами Белграда 1521 року Стефан намагався утримати свою фортецю Купиново в Сремі, проте цей регіон незабаром також був втрачений у ході османської експансії.
Після битви при Мохачі 1526 року більша частина Угорщини опинилася під владою османів, які призначили королем Угорщини шляхтича Яноша Запольяї. Водночас на угорську корону претендував австрійський ерцгерцог Фердинанд Габсбург. Правителем Сербії Запольяї призначив Радича Божича. Попри це, Фердинанд визнав Стефана Бериславича деспотом Сербії. Однак 1529 року Стефан втратив підтримку Фердинанда, був ув'язнений у Буді, проте незабаром втік.
Тоді ж на територію Угорщини, контрольовану Габсбургами, вдерлися османи на чолі із султаном Сулейманом I, що діяли як союзники Яноша Запольяї. Стефан Бериславич підтримав їх під час походу, за що отримав визнання своїх володінь. З 1529 року він володів прикордонним регіоном Посавина з центром у місті Брод. У 1532—1533 роках Стефан вів безуспішні переговори з Фердинандом Габсбургом. 1535 року між ним та османським управителем Боснії, Газі Хусрев-беєм, виник конфлікт. Під час вторгнення в його володіння Стефан був убитий яничарами, а його володіння відійшли до османів.